# Mutara III
Mutara III Rudahigwa (ur. 1911, zm. 25 lipca 1959) – król Rwandy od 1931 do śmierci pod protektoratem Belgii. Przedstawiciel dominującego klanu Tutsi. Przeszedł na katolicyzm. W 1959 zastąpił go jego brat Kigeli V.